# Holger Larsen
 Ikke at forveksle med Holger Larsen (roer).
Holger Larsen (født 17. januar 1906, død 12. december 1989) var en dansk politiker, der var folketingsmedlem fra 1940 til 1958 og borgmester i Odense Kommune fra 1958 til 1973, valgt for Socialdemokratiet. 
Han var først valgt til Folketinget i Kerteminde- og Otterupkredsene, men blev senere opstillet i Odense Østkredsen. I april 1958 blev han valgt til borgmester efter I. Vilh. Werner. I 1973 overlod Holger Larsen borgmesterposten til partifællen Verner Dalskov.